# Sam Crawford
Samuel Earl Crawford, detto Sam (Wahoo, 18 aprile 1880 – Hollywood, 15 giugno 1968), è stato un giocatore di baseball statunitense di ruolo esterno che ha giocato nella Major League Baseball (MLB). È stato introdotto nella National Baseball Hall of Fame nel 1957.

## Carriera
Crawford giocò nella MLB per i Cincinnati Reds e i Detroit Tigers. Fu uno dei migliori battitori della cosiddetta dead-ball era e detiene ancora i record della Major League record per tripli in carriera (309) e fuoricampo interni in una stagione (12). In quest'ultima categoria detiene anche la seconda prestazione in carriera (51). Concluse i suoi giorni da giocatore con 2.961 valide e una media in battuta di .309, diventando il primo giocatore a guidare sia la American League che la National League in home run (1901 e 1908).
Ed Barrow, che allenò Crawford nei suoi primi due anni con Detroit, e fu colui che convertì Babe Ruth in esterno come general manager dei New York Yankees, una volta disse di non avere mai visto un battitore migliore di Crawford. Uno dei suoi contemporanei, Fielder Jones, disse di Crawford: “Nessuno di loro può battere forte come Crawford. Si erge sul piatto solido come una casa di mattoni e ribatte tutti i lanciatori senza favoritismi.”
Crawford fu tra i leader della American League in valide, punti battuti a casa, battute in extra base, media bombardieri e basi totali per 11 anni consecutivi, dal 1905 al 1915. Utilizzando il cosiddetto “Gray Ink Test,” che assegna punti in base a quante volte un giocatore è stato leader nelle categorie dei battitori all'interno della lega, Crawford si posiziona al nono posto di tutti i tempi, davanti a stelle come Ted Williams e Mickey Mantle, tra gli altri. Nel 1999, The Sporting News lo inserì all'84º posto nella classifica dei migliori cento giocatori di tutti i tempi.

## Palmarès
- Leader della lega in fuoricampo: 2

1901, 1908
- Leader della American League in punti battuti a casa: 3

1910, 1914, 1915